# Gare de Nointel - Mours
La gare de Nointel - Mours est une gare ferroviaire française de la ligne d'Épinay - Villetaneuse au Tréport - Mers, située dans la commune de Nointel, à proximité de Mours, dans le département du Val-d'Oise, en région Île-de-France.
C'est une gare Société nationale des chemins de fer français (SNCF) desservie par les trains du réseau Transilien Paris-Nord (ligne H). Elle se situe à 33,9 kilomètres de la gare de Paris-Nord.

## Situation ferroviaire
Établie à 41 mètres d'altitude, la gare de Nointel - Mours est située au point kilométrique (PK) 33,926 de la ligne d'Épinay - Villetaneuse au Tréport - Mers, entre les gares de Presles-Courcelles et de Persan - Beaumont .

## Histoire
La ligne d'Épinay à Persan - Beaumont fut ouverte par la compagnie des chemins de fer du Nord en 1877 et l'embranchement de Montsoult à Luzarches en 1880.
Le nombre de voyageurs quotidiens se situait entre 500 et 2 500 en 2002.
En 2014, selon les estimations de la SNCF, la fréquentation annuelle de la gare est de 394 200 voyageurs.

## Service des voyageurs

### Accueil
Gare SNCF/Transilien, elle dispose d'un bâtiment voyageurs.  Elle est équipée d'automates pour l'achat de titres de transport Transilien, et d'un « système d'information sur les horaires des trains en temps réel ».

### Desserte
Nointel - Mours est desservie par les trains de la ligne H du Transilien (réseau Paris-Nord).

### Intermodalité
Un parc pour les vélos et un parking (payant) pour les véhicules y ont été aménagés.
La gare est desservie par la ligne 1302 du réseau de bus Haut Val-d'Oise.

## Patrimoine ferroviaire
Malgré sa ressemblance avec le bâtiment voyageurs (BV) voisin de la gare de Presles-Courcelles, celui de Nointel - Mours correspond à un modèle plus rare et n'avait aucune aile latérale à l'origine. Côté rue, sa façade avec trois rangées de percements est fort proche des BV standards ; toutefois, il y en a quatre à chaque étage côté quai. La baie éclairant le pignon de chaque façade transversale diffère également des deux fenêtres à arc en plein cintre visibles sur les BV standards. La gare de Conchil-le-Temple possède un BV semblable.
L'ajout d'ailes, non symétriques, est plus tardif. Elles n'apparaissent pas sur les prises de vues anciennes réalisées vers 1900.

Installations
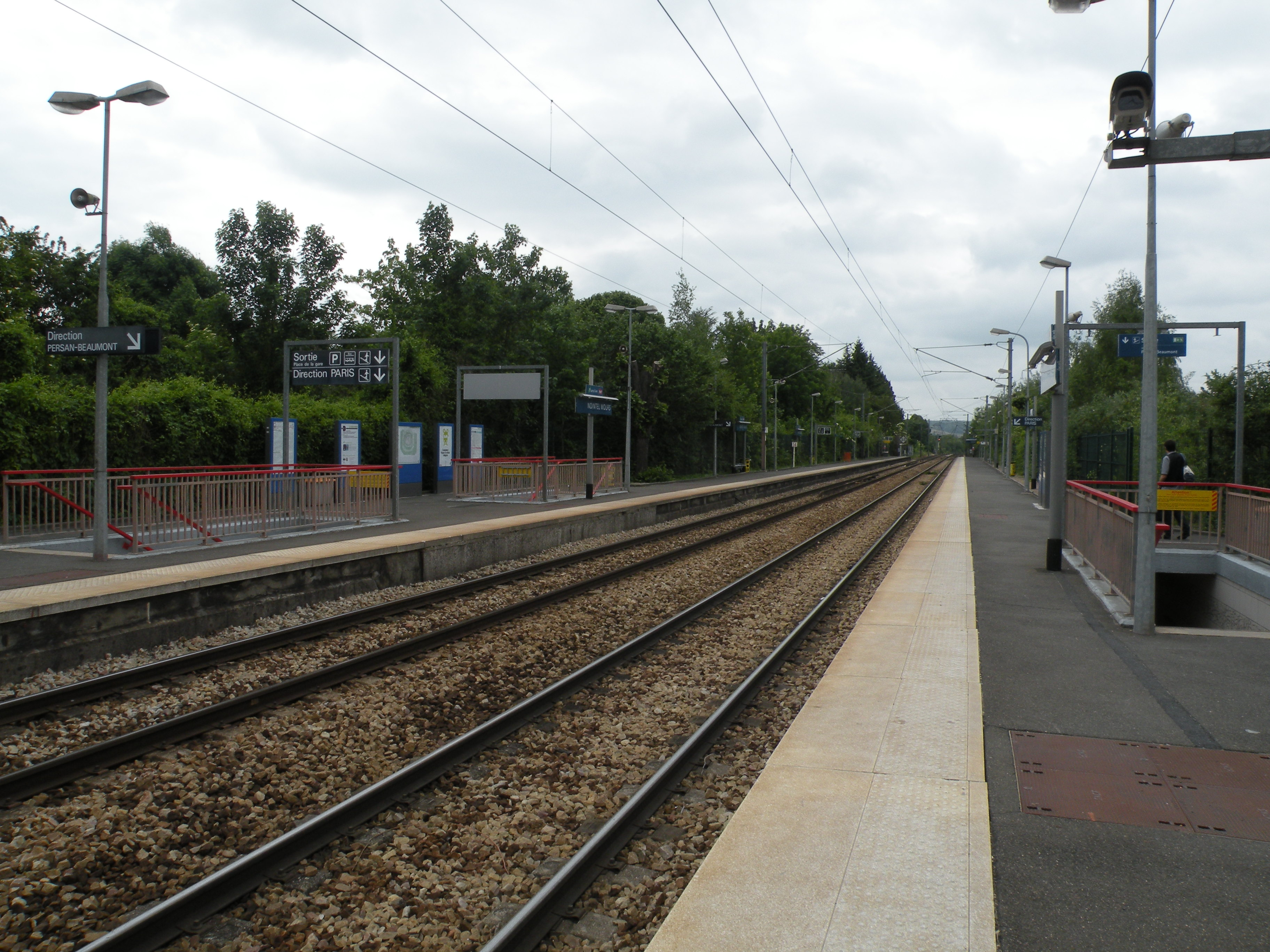
Les quais en direction de Persan - Beaumont.
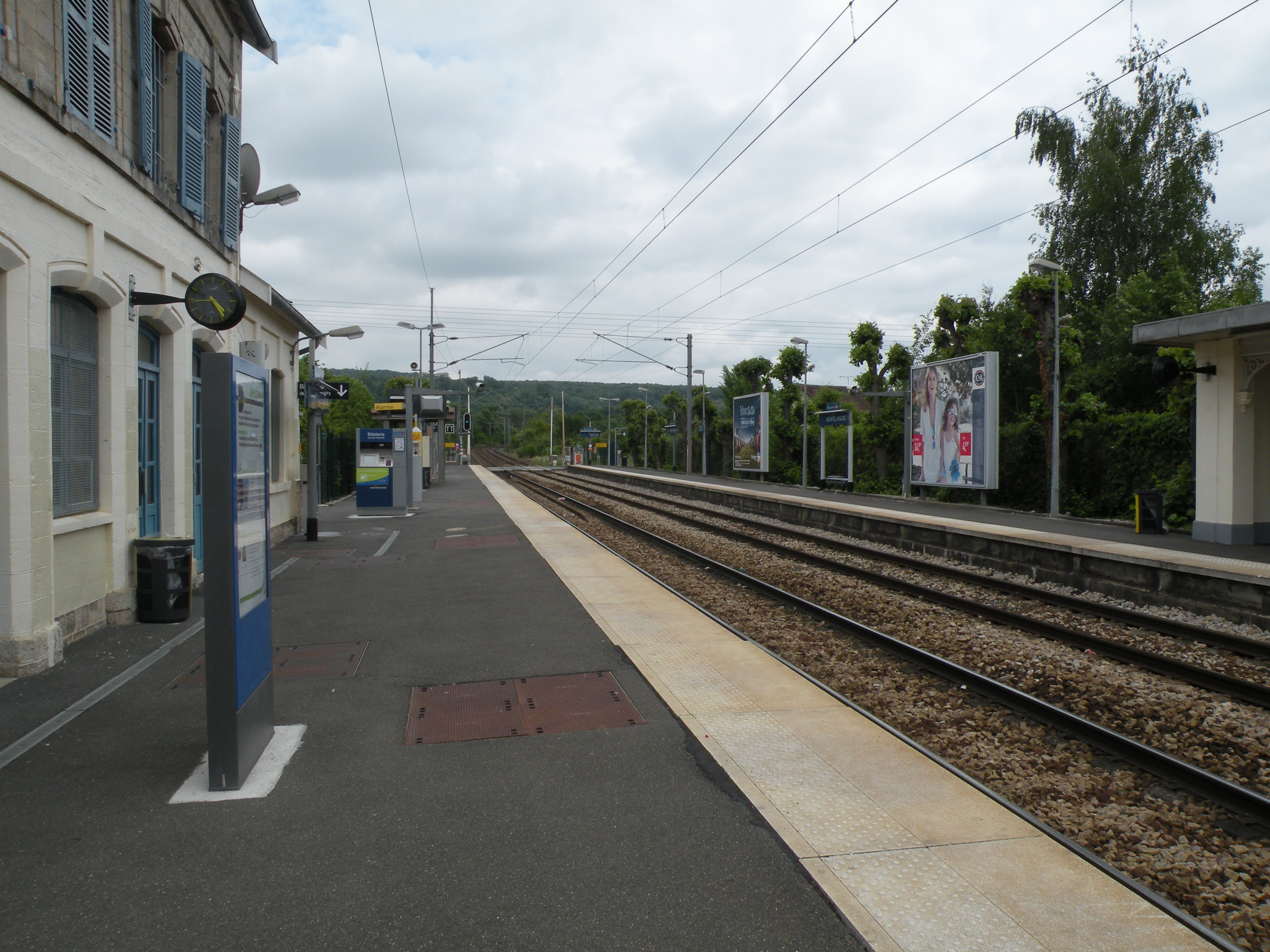
Les quais en direction de Paris.
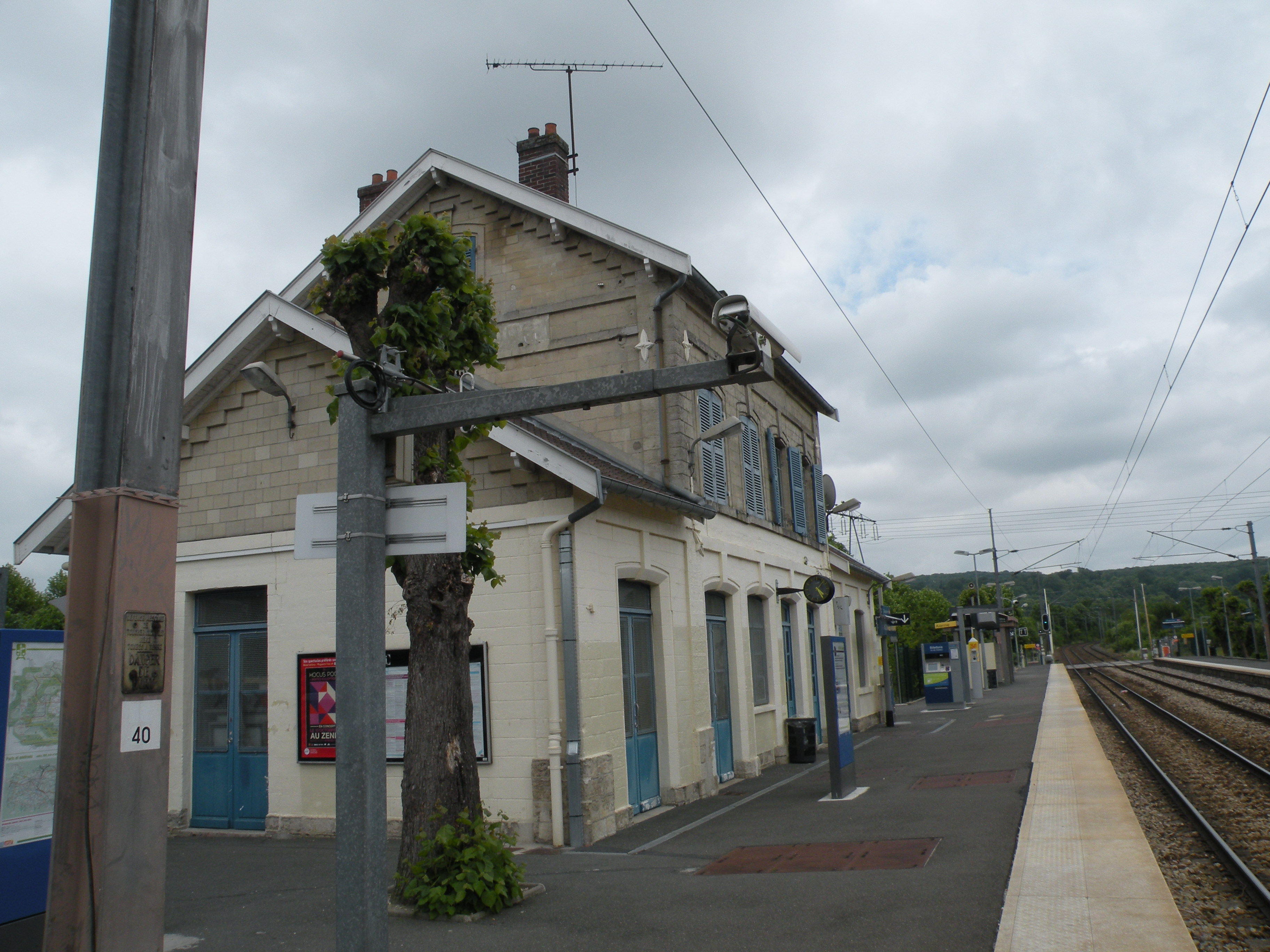
Le bâtiment voyageurs vu des quais.